# Hermann Urtel
Hermann Urtel (né le 21 septembre 1873 à Strasbourg et décédé le 22 octobre 1926 à Hambourg) est un linguiste romaniste allemand, qui s’est consacré notamment à l'étude de la langue et de la culture du peuple basque. Il est nommé membre correspondant d’Euskaltzaindia, l’Académie de la langue basque, en 1919.
Il a mené la plus grande partie de sa carrière professionnelle dans l’enseignement, depuis 1898 en Alsace et de 1900 jusqu'à sa mort à Hambourg. En 1919, il entre à la Faculté de Philosophie de l'Université de Hambourg comme linguiste romaniste et y est nommé professeur honoraire le 7 juin 1926.

## Biographie
Pendant Première Guerre mondiale, en tant que membre du Département des langues romanes et basque au sein de la Commission phonographique prussienne, il se consacre pour la première fois à l'étude de la langue basque. Dès le printemps 1916, il rencontre dans les camps de prisonniers, outre des Français, Catalans, Italiens, Albanais, Roumains et autres prisonniers de langue romane, des Basques français qui éveillent en lui beaucoup d'intérêt. Il va enregistrer dix prisonniers originaires du Pays Basque nord, aux camps de Mersebourg, Mannheim et à la scierie de Stolberg (Harz). Il recueille un grand nombre de légendes, histoires et chansons rédigées et transcrites phonétiquement.
Dès 1917, il profite de ses récentes connaissances du basque pour étudier les traces d'une strate linguistique préromane dans tout le sud de la France dans son ouvrage Zum Iberischen in Südfrankreich. En 1919, il publie Zur baskischen Onomatopoesis dans laquelle il traite en détail des onomatopées, de l'imitation des sons, des formes doubles et des éléments rythmiques musicaux et formels propres à la langue basque. En 1922, il participe au troisième congrès d'Études basques à Guernica (Biscaye), et donne à cette occasion une conférence intitulée Le Passé et l'avenir des études basques en Allemagne. Entre 1922 et 1923, il donne des cours et des conférences sur le basque à l'Université de Hambourg. Il meurt à Hambourg en 1926.

## Publications
- 1897 : Beiträge zur Kenntnis des Neuchateller Patois, Darmstadt, (OCLC 250638745).
- 1919 : Zur baskischen Onomatopoesis, 1919, (OCLC 604066736).
- 1926 : Guy de Maupassant. Studien zu seiner künstlerischen Persönlichkeit, Munich, (OCLC 464734368).
- 1928 : Beiträge zur portugiesischen Volkskunde, Hambourg, (OCLC 895227851).